# Israel International 1979
Die Israel International 1979 im Badminton fanden vom 15. bis zum 16. April 1979 in Aschdod statt. Eva Unglick gewann alle drei möglichen Titel, Victor Yusim siegte doppelt.

## Titelträger
| Disziplin    | Sieger                          |
| ------------ | ------------------------------- |
| Herreneinzel | Victor Yusim                    |
| Dameneinzel  | Eva Unglick                     |
| Herrendoppel | Victor Yusim Michael Schneidman |
| Damendoppel  | Eva Unglick Chaya Grunstein     |
| Mixed        | Nissim Duk Eva Unglick          |